# عمر الملا (ممثل)
عمر الملا ( 1 فبراير 1992 - ) ممثل إماراتي بدأ التمثيل على خشبة المسرح من خلال مسرح الطفل.

## قائمة الأعمال

### المسلسلات
- عام الجمر 2015
- وديمة وحليمة 2014 - الجزء الثاني
- وديمة وحليمة 2013 - الجزء الأول
- اليحموم 2012
- ريح الشمال 2012 - الجزء الثالث
- ريح الشمال 2010 - الجزء الثاني
- ما أصعب الكلام 2010
- عودة خالتي
- البوم

### الأفلام
- ظل البحر 2011